# الفوارق العرقية في جائحة كوفيد-19 في الولايات المتحدة
كان لجائحة كوفيد-19 تأثير غير متكافئ على المجموعات العرقية والإثنية المختلفة في الولايات المتحدة، مما أدى إلى تفاوتات جديدة في النتائج الصحية بالإضافة إلى تفاقم التباينات الصحية والاقتصادية الحالية.
ضرب الوباء الولايات المتحدة في مارس 2020، متسببًا في ما يقرب من مليوني حالة معروفة بحلول 1 يونيو 2020. خلال تلك الموجة الأولية، كانت الحالات المعروفة أكثر من الضعف بين الأمريكيين السود (62 حالة لكل 10,000) وأكثر من ثلاثة أضعاف بين الأمريكيين اللاتينيين (73 حالة لكل 10,000) مقارنة بالأمريكيين البيض (23 حالة لكل 10,000). في الولايات المتحدة، تأثرت الأقليات أكثر من غيرها بالعواقب الصحية والاقتصادية للوباء. دخل الأمريكيون السود غير اللاتينيين والأمريكيين من أصل هسباني/لاتيني المستشفى بمعدل 4.7 مرة مقارنة بالأمريكيين البيض، في حين دخل الأمريكيون الأصليون غير اللاتينيين المستشفى بمعدل 5.3 ضعف معدل الأمريكيين البيض.
ناقشت مصادر الأخبار التأثيرات على الأقليات العرقية على نطاق واسع من حيث زيادة معدلات الإصابة والوفيات، ولكن هذه الآثار امتدت إلى مجالات أخرى بما في ذلك الضرر طويل الأمد بالنتائج التعليمية وانخفاض الاستقرار الاقتصادي. على هذا النحو، فقد سلطت جائحة كوفيد-19 الضوء على الفوارق العرقية والإثنية الموجودة في الولايات المتحدة من خلال مخاطر كوفيد، والرسوم الاقتصادية والمالية، والعنصرية التي تواجهها مجموعات الأقليات أكثر من غيرها.
على سبيل المثال: واجه السود والهسبان صعوبات اقتصادية خلال جائحة كوفيد-19 بسبب مكانتهم الاجتماعية والاقتصادية في الولايات المتحدة. بالإضافة إلى ذلك، انتشرت العنصرية المعادية لآسيا في جميع أنحاء الوباء. مع بدء توزيع لقاحات كوفيد على الجمهور في ديسمبر 2020، وزِعت اللقاحات بطريقة غير عادلة حسب العرق: في بعض الولايات، تلقى السود والهسبان حصصًا أصغر من التطعيمات حتى لو كانت معدلات الإصابة لديهم أعلى. على سبيل المثال، ذهبت 10% من تطعيمات كولورادو إلى الأشخاص من أصل هسباني على الرغم من أن ذوي الأصول الهسبانية يمثلون 41% من إجمالي الحالات. في نفس الولاية، تلقى البيض 80% من التطعيمات على الرغم من أنهم يشكلون 68% من السكان.

## الفوارق العرقية
كشف وباء كوفيد-19 عن أوجه عدم المساواة وفاقمها من خلال الآثار غير المتكافئة عبر المجالات الاجتماعية. تشمل بعض هذه الآثار الخسائر المالية غير المتناسبة، والجريمة، والتعليم، وحقوق الإنسان، ورهاب الأجانب والعنصرية، والآثار المتفاوتة حسب الجنس، وعدم المساواة العرقية. تُعزى الفوارق العرقية في الصحة العامة والآثار الاجتماعية والاقتصادية لكوفيد-19 إلى الرأسمالية العرقية.

## الأمريكيون السود

### معدل العدوى
الأمريكيون السود أكثر عرضة للعدوى من الأمريكيين البيض. على سبيل المثال: أظهرت دراسة أجريت في أبريل 2020 أن الأمريكيين السود في شيكاغو يمثلون أكثر من 50% من حالات كوفيد-19، بينما يشكلون 30% فقط من سكان المدينة. في ميشيغان، عانى 33% الأمريكيون السود، الذين يشكلون 14% من السكان، من حالات كوفيد-19 في الولاية. تمثل هذه الأمثلة نطاق وحجم التباينات المؤثرة على المجتمعات السوداء في جميع أنحاء الولايات المتحدة. في الواقع، في أبريل 2020، لاحظت جامعة جونز هوبكنز ومسح المجتمع الأمريكي من ردود 131 مجتمعًا يغلب عليه السود في الولايات المتحدة أن معدل إصابة الأمريكيين السود كان 137.5 لكل 100,000 فرد، أي أكثر من ثلاثة أضعاف معدل إصابة الأمريكيين البيض.
مع تقدم الوباء، استمرت أوجه عدم المساواة العرقية. أشارت بيانات سبتمبر 2020 إلى أن الأمريكيين السود ما زالوا يعانون من معدل عدوى أعلى من غيرهم.
بسبب ارتفاع معدلات الوفيات الناجمة عن كوفيد-19 والوفيات في الأعمار الأصغر، عانى الأمريكيون السود انخفاضًا أكبر في متوسط العمر المتوقع في عام 2020 مقارنة بنظرائهم البيض. على وجه التحديد، انخفض متوسط العمر المتوقع بمقدار 0.73 سنة للبيض و2.26 سنة للسود.

### تزامن الأمراض المزمنة
يرتبط حدوث الأمراض المزمنة ارتباطًا وثيقًا بمعدلات العدوى، نظرًا لأن المرض المزمن مرتبط ارتباطًا وثيقًا بمعدلات الإصابة بفيروس كوفيد-19 والنتائج السيئة.
ارتبط المرض المزمن بعدد من العوامل، فقد كان النظام الغذائي والتغذية من العوامل الرئيسية المساهمة. وفقًا للمسح الوطني الثالث لفحص الصحة والتغذية الذي أجري في الفترة منذ 1999 وحتى 2002، كان استهلاك الأمريكيين السود للخضار والفواكه بكميات تتوافق مع إرشادات وزارة الزراعة الأمريكية أقل بنسبة 43% من الأمريكيين البيض. علاوة على ذلك، وفقًا لبيانات مسح مراقبة عامل الخطر السلوكي من عام 2000، فالأمريكيون السود هم المجموعة العرقية الأقل استهلاكًا للخضار والفواكه بما يعادل خمس مرات أو أكثر يوميًا.
بينما تبين الدراسات القديمة التفاوت الطويل الأمد في الحصول على الأغذية ونوعية استهلاكها، فإن الدراسات الجديدة تؤكد استمرار عدم المساواة في الحصول على الفواكه والخضروات واستهلاكها. في الواقع، تذهب بعض الدراسات إلى حد القول «الأمريكيون الأفارقة لديهم خطر متزايد للإصابة بأمراض القلب والأوعية الدموية جزئيًا بسبب انخفاض استهلاك الفاكهة والخضروات»، وأن انخفاض مرض الشريان المحيطي يرتبط بزيادة استهلاك الفاكهة والخضروات. في الواقع، أثبتت الدراسات الحديثة العلاقة المباشرة بين التغذية ونتائج كوفيد-19. أشارت إحدى الدراسات إلى أن النظام الغذائي الغربي الذي يحتوي على استهلاك منخفض للفواكه والخضروات قد يرتبط بارتفاع قابلية الإصابة بالعدوى وسوء نتائج كوفيد-19 في مجتمعات السود والأقليات الأخرى، مما يؤدي إلى تفاقم مشكلة طويلة الأمد موجودة حتى قبل وصول كوفيد-19 إلى الولايات المتحدة.
بالنظر إلى الصلة بين التغذية والأمراض المزمنة التي تمت مناقشتها أعلاه، فقد ارتبط المرض المزمن بحد ذاته بزيادة عبء مرض كوفيد-19. أشارت إحدى الدراسات إلى أن الأمريكيين السود وغيرهم من الأقليات «يتحملون عبئًا أكثر من غيرهم من الأمراض المزمنة، وعدوى سارس كوف 2، وتشخيص كوفيد-19، والدخول إلى المستشفى، والوفيات»، مما يوضح كيف يمكن أن يؤثر حدوث الأمراض المزمنة بشكل سلبي على الأمريكيين السود. وصف الجراح الأمريكي الجنرال جيروم آدامز هذا التقاطع بين العوامل في مقطع فيديو نشره مكتبه:
رقم 1: للأسف، من المحتمل أن يكون السود في وضع اجتماعي واقتصادي منخفض، ما يصعب عليهم التباعد الاجتماعي.
رقم 2: نحن نعلم أن السود أكثر عرضة للإصابة بمرض السكري، وأمراض القلب، وأمراض الرئة...
أنا شخصيًا أعاني من ارتفاع ضغط الدم، وأعاني من أمراض القلب وقضيت أسبوعًا في وحدة العناية المركزة بسبب مرض في القلب، وأنني أعاني بالفعل من الربو وأنا مريض بمقدمات السكري، ولذا فأنا أمثل هذا الإرث من أن تنشأ أسودًا وفقيرًا في أمريكا.

### الارتباط مع البيئة الطبيعية والحضرية
لمعالجة مسألة سبب تأثر بعض المجموعات العرقية أكثر من غيرها بكوفيد-19، جمع مركز السيطرة على الأمراض قائمة العوامل التي تربط بين المجموعة العرقية وخطر التعرض لكوفيد-19. ترتبط هذه العوامل ارتباطًا وثيقًا بالمحددات الاجتماعية للصحة، والمساهمين الاجتماعيين الذين يؤثرون على النتائج الصحية لمجموعة معينة. تشمل هذه العوامل:
البيئة الطبيعية، تشمل العوامل الاجتماعية والإقامة في المناطق التي ترتفع فيها معدلات الإصابة بفيروس كورونا.
المساكن، وعلى وجه التحديد بيئتهم الحضرية.
المهنة، لا سيما لأن الأقليات العرقية ممثلة تمثيلًا زائدًا في المهن الخدمية الأساسية.
التعليم والدخل، والارتباط بالتفاوتات الموجودة من قبل.
شُجع على التباعد الاجتماعي بشكل كبير لتقليل انتشار كوفيد-19 إلى الحد الأدنى، خاصة بالبيئة الطبيعية والحضرية، في وقت مبكر خلال جائحة كوفيد-19.